# The Coming-Back of Kit Denver
The Coming-Back of Kit Denver  è un cortometraggio muto del 1912 diretto da Warwick Buckland.
Si conoscono pochi dati del film che, prodotto dalla Hepworth, fu distrutto nel 1924 dallo stesso produttore, Cecil M. Hepworth. Fallito, in gravissime difficoltà finanziarie, il produttore pensò in questo modo di per poter almeno recuperare il nitrato d'argento della pellicola.

## Trama
Per salvare la sua famiglia affamata, un minatore senza lavoro diventa pugile.

## Produzione
Il film fu prodotto dalla Hepworth.

## Distribuzione
Distribuito dalla Hepworth, il film - un cortometraggio di 213 metri - uscì nelle sale cinematografiche britanniche nell'ottobre 1912.